# Bedewlja
Bedewlja (ukrainisch und russisch Бедевля; tschechoslowakisch Bedevľa, ungarisch Bedőháza) ist ein Dorf im Süden der ukrainischen Oblast Transkarpatien im Tal des Flusses Tereswa mit etwa 3900 Einwohnern.

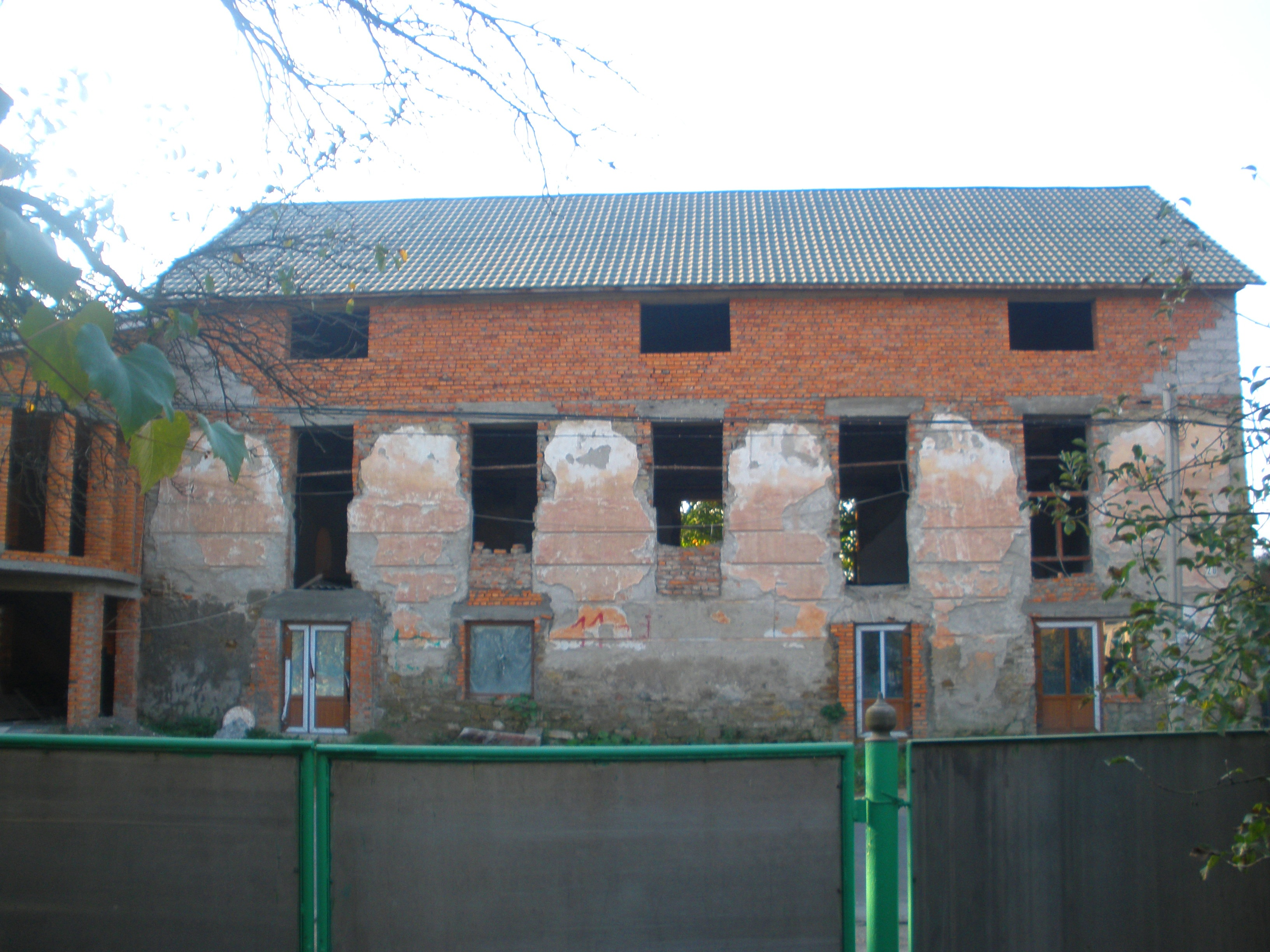
Ehemalige Synagoge im Ort

Das 1336 erstmals schriftlich als Bedeuhaza erwähnte Dorf liegt in der historischen Region Maramureș, etwa 7 Kilometer östlich der Rajonshauptstadt Tjatschiw und 122 Kilometer südöstlich der Oblasthauptstadt Uschhorod im Süden des Rajons Tjatschiw.
Am 12. Juni 2020 wurde das Dorf zusammen mit 5 umliegenden Dörfern zum Zentrum der neu gegründeten Landgemeinde Bedewlja (Бедевлянська сільська громада/Bedewljanska silska hromada) im Rajon Tjatschiw. Bis dahin bildete es zusammen mit den Dörfern Dibriwka, Hlynjanyj und Runja die Landratsgemeinde Bedewlja (Бедевлянська сільська рада/Bedewljanska silska rada).
Folgende Orte sind neben dem Hauptort Bedewlja Teil der Gemeinde:
| Name                     | Name       | Name                  | Name                  | Name      | Name    |
| ukrainisch transkribiert | ukrainisch | russisch              | slowakisch            | ungarisch | deutsch |
| ------------------------ | ---------- | --------------------- | --------------------- | --------- | ------- |
| Bilowarzi                | Біловарці  | Беловарцы (Belowarzy) | Bjelovarec, Bilovarci | Kiskirva  | -       |
| Dibriwka                 | Дібрівка   | Дубровка (Dubrowka)   | -                     | -         | -       |
| Hlynjanyj                | Глиняний   | Глиняный (Glinjany)   | Monastýr              | Hlinyáni  | -       |
| Runja                    | Руня       | Руня                  | Ruňa                  | Runya     | -       |